# Collan
Collan é uma comuna francesa na região administrativa de Borgonha-Franco-Condado, no departamento de Yonne. Estende-se por uma área de 13,5 km². Em 2010 a comuna tinha 176 habitantes (densidade: 13 hab./km²).